# Städtische Universität für Pflegewissenschaft Tsuruga

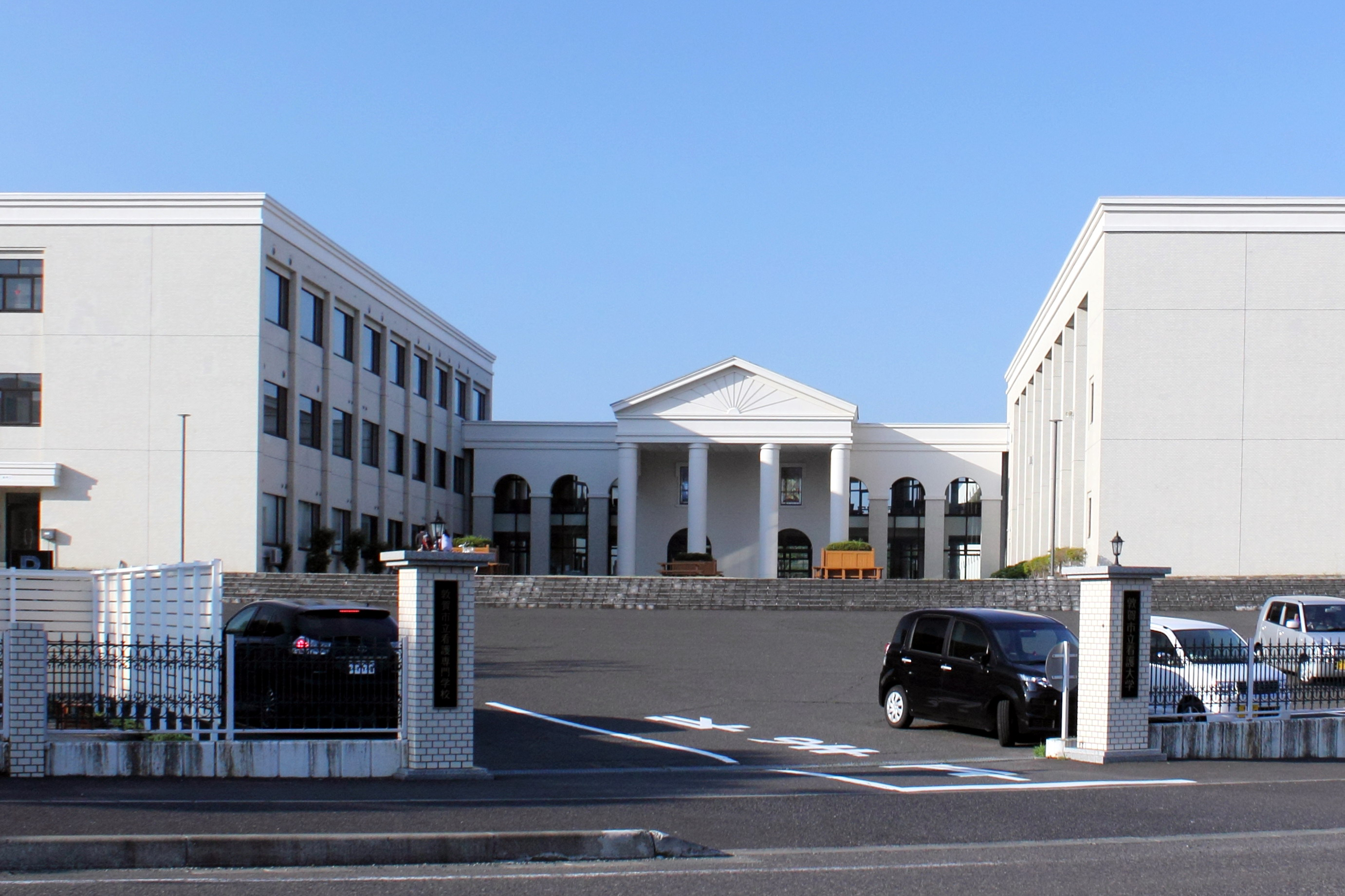
Haupteingang (2015)

Die Städtische Universität für Pflegewissenschaft Tsuruga (japanisch 敦賀市立看護大学 Tsuruga-shiritsu kango daigaku; engl. Tsuruga Nursing University) ist eine städtische Universität in Tsuruga in der Präfektur Fukui (Japan).
Der Ursprung der Universität liegt in der 1953 gegründeten Öffentlichen Ausbildungsanstalt der Associate Nurse Tsuruga (公立敦賀准看護婦養成所). 1994 wurde sie in Städtische Krankenpflegefachschule Tsuruga (敦賀市立看護専門学校 Tsuruga-shiritsu kango semmon gakkō) reorganisiert.
Gegründet wurde die Städtische Universität für Pflegewissenschaft Tsuruga 2014 durch die Reorganisation der städtischen Krankenpflegefachschule. Die Schulgebäude übernahm sie von der Kurzuniversität Tsuruga (敦賀短期大学, Tsuruga tanki daigaku), die am 31. März 2013 geschlossen worden war. 2018 richtete sie die Graduiertenschule (Masterstudiengang) und den Aufbaukurs (Hebammenausbildung) ein.

## Fakultäten
- Fakultät für Pflegewissenschaft